# Flagdag for Danmarks udsendte
5. september er officiel flagdag for Danmarks udsendte. Her flages til ære for alle de soldater, beredskabsfolk, politifolk og sundhedsfolk, der har været udsendt på internationale missioner for Danmark siden 1948.
Personkredsen følger samme afgrænsning som det monument over Danmarks internationale indsats, der er opstillet på Kastellet.
Initiativtager bag flagdagen var overkonstabel Kim Eg Thygesen, som startede sin værnepligt ved Prinsens Livregiment i Skive tilbage i 2003, blev udsendt til Kosovo i 2004/05 på hold 11 og efterfølgende til Afghanistan Helman hold 1 2006 & 8 2009 med Bornholms Letopklarings Eskadron. Han begyndte af samle opbakning til flagdagen via internettet i 2006. Idéen vandt gehør på Christiansborg, og efter en del diskussion om valg af dato blev flagdagen i marts 2009 officielt vedtaget af forligspartierne bag forsvarsforliget for 2004-2009. For at opnå størst mulig tilslutning valgtes en “neutral“ dato, dvs. ikke årsdagen for en historisk begivenhed. Dansk Folkeparti havde stillet et beslutningsforslag om datoen 29. august, hvor Danmark i 1943 opgav samarbejdspolitikken med Nazityskland, mens Venstre foretrak 31. august, hvor korvetten Olfert Fischer i 1990 blev sendt af sted til Den Persiske Golf som led i Golfkrigen.
På dagen fejres alle, som har været udsendt af den danske stat på missioner i udlandet, altså ikke blot fra forsvaret, Beredskabsstyrelsen og politiet, men også alle forskellige civile enheder, f. eks. valgobservatører.